# Kaya (Burkina Faso)
Kaya – miasto w północno-centralnym Burkinie Faso, stolica regionu Centre Nord i prowincji Sanmatenga. Według spisu z 2019 roku liczy 123 tys. mieszkańców. Miasto jest ważnym ośrodkiem szewstwa i garbarstwa.
W Kaya działa lotnisko. Znajduje się tu też stacja końcowa linii kolejowej, biegnącej stąd do Abidżanu w Wybrzeżu Kości Słoniowej (od zamknięcia granicy ruch pasażerski odbywa się tylko na terytorium Burkina Faso).

## Współpraca
- Herzogenaurach, Niemcy
- Châtellerault, Francja
- Savannah, Stany Zjednoczone